# هاسلر
هاسلر (انگلیسی: Hustler) یک مجلهٔ پورنوگرافی ماهانه است که در آمریکا منتشر می‌شود. این مجله نخستین بار در سال ۱۹۷۴ به وسیلهٔ لری فلینت منتشر شد. ابتدا هدف او از چاپ این خبرنامه تبلیغ باشگاه استریپ خود بود. این مجله به در یک آغاز بی‌نظیر توانست به فروش ۳ میلیون نسخه‌ای دست یابد اما هم‌اکنون به ۵۰۰ هزار تقلیل پیدا کرده‌است. این مجله اولین مجله‌ای بود که در آن اندام جنسی زن را نشان داد برخلاف پلی‌بوی که حالت ملایمتری داشت.

## بنیان‌گذاری
لری فلینت و برادرش جیمی فلینت در سال ۱۹۶۹ یک مغازه در سینسیناتی باز کردند. لری برادر خود را در سال ۲۰۰۹ اخراج کرد و بدین ترتیب جیمی برای خودش کسب و کار جدیدی زد و سکسی گیفت استند را راه‌اندازی کرد.